# Željko Kalac
Željko Kalac (Sydney, Új-Dél-Wales, 1972. december 16. –) ausztrál labdarúgókapus.  Becenevét („pók”) a 202 cm-es magassága és nagy karfesztávolsága miatt kapta.

## Csapatai

### Sydney United
Sydney horvát közösségében nőtt fel, így szinte egyértelmű volt, hogy a Sydney Croatia SC (ma: Sydney United) csapatához kerül. Itt végigjárta a szamárlétrát , mire az ausztrál National Soccer League-ben szereplő felnőtt csapat tagja lett. Ekkor még csak második számú kapus volt Tony Franken mögött. Igaz, az 1989-90-es idény első 11 mérkőzésén ő védte csapata kapuját Franken sérülése miatt. Amikor vetélytársa felépült, a kispadra kellett ülnie.
A nagy lehetőség az 1991-92-es szezonban jött el számára, mikor Franken a rivális APIA Leichhardt csapatához igazolt. Új vetélytársa juniorcsapatbeli csapattársa, a Manchester Unitedtől hazatérő Mark Bosnich lett. 26 mérkőzésből 21-en védett, így Bosnichnak csak 5 mérkőzés jutott. Kalac helye a csapatnál akkor vált biztossá, mikor Bosnich eligazolt az Aston Villa-hoz.
1992-93-ban az APIA Leichhardt nem tudta vállalni az indulást pénzügyi gondok miatt, így visszatért a régi csapatához Tony Franken. A két kapus közt most már megoszlottak a szereplési lehetőségek, Kalac 11 mérkőzésen lépett pályára.
1993-94-ben már Kalac számított az első számú kapusnak, a harmadik helyre segítve csapatát.
1994-95-ben szintén az elődöntőig jutottak.

### Leicester City
1995-ben sok ausztrál labdarúgóhoz hasonlóan ő is Angliába szerződött, a másodosztályú Leicester City gárdájához. Mindössze 3 mérkőzésen lépett pályára, egyen a bajnokságban, egyen Liga Kupában és egyen a rájátszásban. A rájátszásban a döntőt a Crystal Palace-szal vívták, edzője a hosszabbítás utolsó percében küldte pályára, már a büntetőpárbajra gondolva: abban bízott, hogy testméretének köszönhetően nagyobb eséllyel fogja meg a 11-eseket. 20 másodperccel pályára lépése után azonban Steve Claridge betalált az ellenfél kapujába, így labdába sem kellett érnie.

### Sydney United másodszor
Mivel a következő idényben is Kevin Poole volt a Leicester első számú kapusa, így megegyezett a vezetőséggel arról, hogy őt egy másik csapatnak adják el. 1,75 millió fontért a Wolves-hez igazolt, honfitársával, Steve Corica-val együtt. De nem tudott pályára lépni, mert nem kapta meg a brit munkavállalási engedélyt. Egy hosszú fellebbezési eljárás végén visszatért Ausztráliába, a Sydney FC-hez.
Végigjátszva csapata összes mérkőzését, a Sydney United-ban eltöltött tíz év során a legjobb szerepléshez segítette őket: az alapszakasz megnyerése után csak a nagydöntőben szenvedtek vereséget.
1997-ben felmerült, hogy újra Angliába igazol. Az akkor ausztrál szövetségi kapitányként is dolgozó Portsmouth tréner Terry Venables hívta. A csapatváltást újra meghiúsította, hogy nem kapott munkavállalási engedélyt.

### Roda JC
1998-ban a holland elsőosztályú Roda JC csapatához került, akik az előző évben távozó Ruud Hesp utódját látták benne. Első számú kapusként 4 évig szolgálta a csapatot.
Ezalatt 1997-98-ban elkerülték a kiesést, a következő idényben pedig az UEFA-kupa indulást érő 5. helyen végeztek. Az 1999-2000-es szezonban mindössze a 8. helyezésre futotta erejükből, de ezt ellensúlyozta, hogy megnyerték a Holland Kupát. Kalac ezt karrierje egyik legnagyobb sikerének nevezte.
2000-2001-ben a negyedik helyen végeztek, így újra az UEFA-Kupában indulhattak.
Emlékezetes menetelést produkáltak, a negyedik körig jutottak, ahol az AC Milan jelentette a megállást. Kalac már a rendes játékidőben is sok védést mutatott be, a tizenegyespárbaj során José Mari és Kaha Kaladze lövését is megfogta. Végül ez is kevésnek bizonyult, 3-2-vel a Milan jutott tovább.

### Perugia
2002 júliusában szerződött az olasz Perugia csapatához. Első évében Intertotó-Kupa indulást érő helyezést harcoltak ki.
2003-04-ben kiestek az első osztályból, miután az osztályozón a Fiorentina föléjük kerekedett.
2004-05-ben a második ligában is segítette a csapatát, 29 mérkőzésen lépett pályára. Hiába végeztek a 3. helyen, financiális gondok miatt visszasorolták őket a harmadosztályba.

### AC Milan
A kiesés után ingyen igazolhatóvá vált, az AC Milan csapott le rá 2005 nyarán.
2006 februárjáig kellett várnia a bemutatkozásra, amikor Dida megsérült a Bayern München elleni mérkőzésen. Így lehetősége nyílt 2004 után újra a Seria A-ban védeni. Megvédte a góltól kapuját a Palermo és az Empoli ellen is.
2006. november 21-én másodszor lépett pályára a Bajnokok Ligájában, amikor a 77. percben csereként állt be az AEK Athén ellen.
Dida újabb sérülése lehetőséget adott számára, hogy tétmérkőzéseken szerepeljen.
A 2006-2007-es szezonban első végigjátszott mérkőzése a Messina ellen 1-0-ra megnyert bajnoki találkozó volt.
2007. január 14-én megsérült a Reggina elleni találkozón, helyét a felépülőben lévő Dida foglalta el. Ezek a sérülések arra késztették Carlo Ancelottit, hogy biztosítsa a kapusposztot csapatánál, így megvásárolta a Messina kapusát, Marco Storarit. Az új kapus már a negyedik lett a sorban a veterán Valerio Fiori mellett.
Storari védett február közepén a Livorno és a Siena elleni bajnoki összecsapásokon, amikor mind Dida, mind Kalac sérült volt.
Február 20-án már Kalaccal kezdődött a Milan a összeállítása a Celtic elleni Bajnokok Ligája mérkőzésen.
Az öt nap múlva sorra került Sampdoria elleni bajnokin már újra az első számú kapus, Dida állt a Milan kapujában. Egészen a következő sérüléséig megőrizte a posztját, amikor április közepén megsérült a válla. Ez újabb alkalmat biztosított Kalacnak, hogy két bajoki mérkőzésen pályára léphessen. Az április 24-én sorra került Manchester United elleni BL összecsapáson tért vissza Dida.
2007 márciusában 2009-ig szóló szerződéshosszabbítást kötött a Milannal Kalac.
2008-as év eleje óta Dida rapszódikus formája miatt átvette az első számu kapus pozícióját

### AO Kavala
Utolsó, a 2009/2010-es szezonját a görög AO Kavala csapatánál játszotta. Ezt követően visszavonult az aktív labdarúgástól.

## Válogatottban
Több, mint 14 évig volt a válogatott keret tagja. Általában második számú kapus volt, előbb Mark Bosnich, majd Mark Schwarzer mögött. Érdekes, hogy amikor lemondta a válogatottságot, akkor már többet szerepelt a nemzeti csapat mérkőzésein kapusként, mint ők.
Első válogatottbeli szereplésére 1992. augusztus 11-én került sor, mikor Robert Zabicát váltotta egy Malajzia elleni mérkőzésen.
A 2006-os világbajnokságon egyszer lépett pályára. A horvátok elleni mérkőzés 1-1-es döntetlennel zárult. A horvátok góljában erősen benne volt Kalac: Niko Kovač hárítható távoli lövését nem sikerült kivédenie. Szerencséjére Harry Kewell kiegyenlített, így az ausztrálok jutottak be a legjobb 16 közé.
A válogatottságról 2006. október 4-én mondott le. Utolsó mérkőzését Paraguay ellen játszotta 2006. október 7-én.

## Profi karrier

### Pályafutása
2007. augusztus 27-i állás szerint.
| Klub              | Szezon   | Liga     | Liga | Rájátszás/Döntő | Rájátszás/Döntő | Kupa     | Kupa | Összesen | Összesen |
| Klub              | Szezon   | Mérkőzés | GN   | Mérkőzés        | GN              | Mérkőzés | GN   | Mérkőzés | GN       |
| ----------------- | -------- | -------- | ---- | --------------- | --------------- | -------- | ---- | -------- | -------- |
| Sydney Croatia SC | 1989     | 0        | -    | -               | -               | -        | -    | 0        | -        |
| Sydney Croatia SC | 1989-90  | 11       | 2    | -               | -               | -        | -    | 11       | 2        |
| Sydney Croatia SC | 1990-91  | 0        | -    | -               | -               | -        | -    | 0        | -        |
| Sydney Croatia SC | 1991-92  | 21       | 5    | -               | -               | -        | -    | 21       | 5        |
| Sydney Croatia SC | 1992-93  | 11       | 4    | -               | -               | -        | -    | 11       | 4        |
| Sydney Croatia SC | 1993-94  | 25       | 10   | 2               | 1               | -        | -    | 27       | 11       |
| Sydney Croatia SC | 1994-95  | 24       | 13   | 3               | 1               | 2        | 0    | 29       | 14       |
| Leicester City    | 1995-96  | 1        | 0    | 1               | 1               | 1        | 0    | 3        | 1        |
| Sydney United     | 1996-97  | 26       | 7    | 3               | 1               | 0        | -    | 29       | 8        |
| Sydney United     | 1997-98  | 15       | 7    | 2               | 0               | -        | -    | 17       | 7        |
| Roda JC           | 1998-99  | 33       | -    | -               | -               | -        | -    | 33       | -        |
| Roda JC           | 1999-00  | 30       | -    | -               | -               | -        | -    | 30       | -        |
| Roda JC           | 2000-01  | 20       | -    | -               | -               | 4        | 4    | 24       | -        |
| Roda JC           | 2001-02  | 32       | -    | -               | -               | 7        | 3    | 39       | -        |
| Perugia           | 2002-03  | 22       | -    | -               | -               | 8        | -    | 30       | -        |
| Perugia           | 2003-04  | 29       | -    | -               | -               | 11       | -    | 40       | -        |
| Perugia           | 2004-05  | 29       | -    | -               | -               | 6        | -    | 35       | -        |
| AC Milan          | 2005-06  | 2        | 2    | -               | -               | 1        | 1    | 3        | 3        |
| AC Milan          | 2006-07  | 9        | 4    | -               | -               | 6        | 3    | 14       | 7        |
| AC Milan          | 2007-08  | 0        | -    | -               | -               | -        | -    | 0        | -        |
| Összesen          | Összesen |          |      |                 |                 |          |      | 396      | -        |

### Válogatott karrier
| Válogatott | Év       | Pályára lépések | Nem kapott gólt |
| ---------- | -------- | --------------- | --------------- |
| Ausztrália | 1992     | 1               | 0               |
| Ausztrália | 1993     | 0               | –               |
| Ausztrália | 1994     | 5               | 3               |
| Ausztrália | 1995     | 7               | 2               |
| Ausztrália | 1996     | 7               | 5               |
| Ausztrália | 1997     | 6               | 4               |
| Ausztrália | 1998     | 3               | 0               |
| Ausztrália | 1999     | 0*              | –               |
| Ausztrália | 2000     | 9               | 6               |
| Ausztrália | 2001     | 0               | –               |
| Ausztrália | 2002     | 0               | –               |
| Ausztrália | 2003     | 1               | 0               |
| Ausztrália | 2004     | 7               | 3               |
| Ausztrália | 2005     | 4               | 3               |
| Ausztrália | 2006     | 4               | 1               |
| Ausztrália | Összesen | 54              | 27              |

* 4 mérkőzésen a 'B' csapatban kapott helyet 1999-ben.

## Sikerei, díjai
Klubcsapatokban:
- Holland kupa győztes: 2000 (Roda JC)
- UEFA Intertotó Kupa győztese: 2003 (Perugia)
- Bajnokok Ligája győztes: 2006 (AC Milan)

Válogatottban:
- OFC Nemzetek Kupája győztese: 1996, 2000, 2004 (Ausztrália)

## Külső hivatkozások
- AC Milan játékosprofil
- FIFA játékosprofil
- Footballdatabasejátékosprofil
- Transfermarkt játékosprofil